# Quartet (Coventry) 1985
Quartet (Coventry) 1985 ist ein Jazzalbum von Anthony Braxton. Die am 26. November 1985 im Studio des Warwick University Arts Centre entstandenen Aufnahmen erschienen 1993 auf Leo Records.

## Hintergrund
Braxtons zwölftägige Tournee durch England im November 1985 wurde auf drei Veröffentlichungen von Leo Feigins Label Leo Records dokumentiert (auf Quartet (London) 1985, Quartet (Birmingham) 1985 und auf Quartet (Coventry) 1985); außerdem war die Tournee Ausgangspunkt für das Buch Forces in Motion: Anthony Braxton and the Meta-reality of Creative Music (1988) von Graham Lock, der die Tournee begleitete und dabei Braxton und seine Mitmusiker ausführlich interviewte. Das Doppelalbum enthält zwei längere Medleys mit Kompositionen, die Braxton für sein Quartett mit der Pianistin Marilyn Crispell, dem Bassisten Mark Dresser und dem Schlagzeuger Gerry Hemingway schrieb sowie drei Solo-Passagen von Crispell, Dresser und Hemingway. Die Musikabschnitte, die an der Warwick University in Coventry entstanden, wurden durch eine Stunde Gespräch zwischen Braxton und dem Autor und Dozenten Graham Lock ergänzt.
Die beiden CDs sind im gleichen Stil wie die Aufnahmen auf Quartet (London) 1985, wobei die vier Musiker jeweils einzeln von einer Komposition zur nächsten wechseln, und zwar basierend auf Partituren, in denen die Stimmen aller vier Spieler austauschbar geschrieben wurden. Weiteres Material der Tournee erschien 2025 auf dem Album Quartet (England) 1985.

## Titelliste
- Anthony Braxton: Quartet (Coventry) 1985 (Leo Records – CD LR 204/205)[1]

CD 1
1. First Set – Composition 124 (+30+96), Composition 88 (+108C+30+96), Piano Solo from Composition 30, Composition 23G (+30+96), Composition 40N	42:11
2. Interviews	(Topics: Frankie Lymon / Evolution / John Coltrane / Paul Desmond / Warne Marsh / Solo Saxophone Music / Chess & 'Jazz' / Definitions / Beethoven) 31:44

CD 2
1. Second Set – Composition 69C (+32+96), Percussion Solo from Composition 96, Composition 69F, Composition 69B, Bass Solo from Composition 96, Composition 6A	40:35
2. Interviews (Topics: Titles / Collage Forms / Quartet Sets / Multi-Orchestra Works / The Goal of Creativity / Structure and Rituals / Structure and Emotion / Blues / What Music Is) 29:45

Die Kompositionen stammen von Anthony Braxton.

## Rezeption
Wie es für den von der Association for the Advancement of Creative Musicians (AACM) geförderten Komponisten Anthony Braxton typisch ist, sei die Musik dicht und dornig, mit nur einer sehr schematischen Unterscheidung zwischen berauschender Komposition und gewagter Improvisation, schrieb Shaun Brady (Daily Bandcamp). Dieses grundlegende Quartett würde meisterhaft harmonieren und gemeinsam die perfekte Brücke zwischen Braxtons Bebop-Herz und seinem schwindelerregend theorielastigen Verstand bilden.
Stewart Mason verlieh dem Album in Allmusic drei Sterne und schrieb, was dieses Album von den anderen in der Reihe der Live-Neuauflagen dieser Tour abhebe, sei dass jede CD ein halbstündiges Interview zwischen Braxton und Graham Lock enthält (der auch die Liner Notes des Albums schrieb), eine aufschlussreiche, offene Diskussion, die Braxtons Einflüsse, Konzepte und Techniken behandle. Eine besonders faszinierende Passage enthalte Braxtons hitzige Antwort auf Kritiker, die der Meinung seien, dass seine intellektuelle, manchmal schwierige Musik zu wenig den Jazztraditionen und zu viel der europäischen Kunstmusik zu verdanken hat.